# 离子势
离子势（ф）是推断碱金属和碱土金属氢氧化物碱性时所提出的一个概念，通过以下公式计算：
离子势（ф） = 阳离子电荷（Z） / 阳离子半径（r）
含氧酸是属于无机化合物的一大类物质，对于含氧酸来说，在水溶液中可以存在以下的电离方式：
ROH → R+ + OH−
ROH → RO− + H+
可以看出，如果以第一种方式电离，则该物质呈碱性；如果以第二种方式电离，则该物质呈酸性。而从离子键的概念来看，ROH可以看成是Rn+、O2−、H+组成的，Rn+、O2−、H+之间的作用决定了ROH是以酸式电离还是以碱式电离。当Rn+与O2−之间的作用力大于O2−与H+之间的作用力时，ROH以酸式电离；而当Rn+与O2−之间的作用小于O2−与H+之间的作用力时，ROH采取碱式电离。根据离子键这一特性，卡特雷奇（G.H.Cartledge）提出了离子势的概念，用来判断ROH的酸碱性。
一般地，在ROH中，如果ф的值越大，则说明氧原子的电子云偏向当Rn+，极化作用越强。O－H键变弱，ROH以酸式电离为主，即酸性越强。反之，则ROH更趋向碱式电离.
判断酸碱性的经验公式为：
{\displaystyle {\sqrt {\Phi }}\ >0.32} ：ROH呈酸性
{\displaystyle {\sqrt {\Phi }}\ =0.22-0.32} ：ROH呈两性
{\displaystyle {\sqrt {\Phi }}\ <0.22} ：ROH呈碱性
此规则也称为ROH规则。

## 递变规律
随着Rn+离子从左至右逐渐增加，电荷数也逐渐增大，ф也逐渐增大，所以在元素周期律中，含氧酸的酸性也逐渐增大。对于同族的元素，则从上而下因阳离子的半径增大而酸性逐渐减弱。同时，由公式也可以看出，同种元素的不同氧化数的含氧酸的酸性强弱顺序。